# Talmud jerushalmi

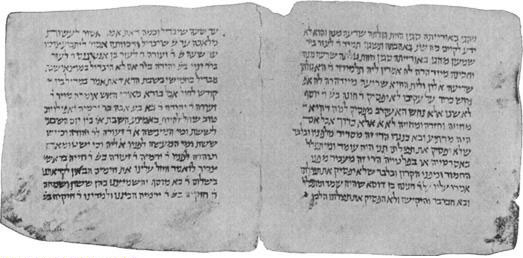
En sida från ett medeltida Jerusalem Talmud manuskript, från Kairo Geniza.

Talmud jerushalmi (hebreiska תַּלְמוּד יְרוּשָׁלְמִי), även känd som Jerusalem Talmud eller enbart Yerushalmi, är den äldsta delen av Talmud, omkring 200 år äldre än Bavli. Den är skriven på både hebreiska och arameiska. 
Talmud Jerushalmi sammanställdes i Israel och innehåller även traktater ur Mishnah som den kommenterar. Den är troligen författad vid de rabbinska akademierna i Tiberias och Cescarea. Verket är ofullständigt och har idag en lägre auktoritet än Bavli, även om den fortfarande studeras.